# Salsa aurora
La salsa aurora è un condimento ottenuto mischiando della salsa di pomodoro a della vellutata.

## Etimologia
Il nome dell'alimento è dovuto all'iniziativa di Auguste Escoffier di servire al principe del Galles futuro Edoardo VII delle cosce di rana con salsa rosata che nominò "cosce di ninfa alla bella aurora" (un nome da lui scelto in quanto conosceva la "debolezza" del reale per le donne avvenenti).

## Caratteristiche
La salsa aurora si ottiene mischiando della salsa vellutata (farina, burro, latte, e sale), a un sugo di pomodoro. La salsa aurora è ideale per accompagnare il riso bollito, le uova, le carni bianche e verdure come gli asparagi. Viene consigliato di preparare l'intingolo con una vellutata al vino bianco o di pesce al posto della vellutata di latte per accompagnare dei prodotti ittici.
La salsa aurora viene spesso confusa con la salsa rosa dei paesi anglosassoni, una miscela di maionese, ketchup, panna e brandy.